# Moneyken
Оле́г Русла́нович Еро́пкин (род. 20 сентября 2000, Чертаново), более известный как Moneyken (также Realmoneyken), — российский хип-хоп-исполнитель и музыкальный продюсер; ранее — блогер. Наиболее известен работами в качестве саунд-продюсера поп-певицы и рэп-исполнительницы Инстасамки, однако часто подвергается критике за присваивание чужих битов (инструменталов).

## Биография
Олег Русланович Еропкин родился 20 сентября 2000 года в Чертанове (Москва). С 3 до 12 лет занимался футболом, отыгрывая на позиции полузащитника в футбольной школе «Чертаново». В 2012 году школа открыла интернат для иногородних футболистов, в который он не смог попасть, из-за чего его отправили в глухой запас. По словам Еропкина сказанным в одном из интервью, он начал менять команды — был членом «Смены» из Капотни, «Торпедо» и «Спартака-2». В 2017 году был на пробах футбольного клуба «Орландо Сити» в США — тренер признавал талант игры у Еропкина, однако предложил приехать через год. После окончания школы подписал контракт с клубом. Они обещали выдать ему зарплату только через год, из-за чего он дополнительно начал работать доставщиком еды в Uber Eats. В какой-то момент он лишился работы из-за нарушения правил сервиса, из-за чего ему пришлось вернуться обратно в Москву. Там он устроился работать в «Макдоналдсе». В 2018 году, после окончания работы в компании, начал карьеру блогера и музыканта. Тогда же начал совместную деятельность с Инстасамкой. Заниматься музыкой Олег начал ещё в 16 лет, не имея музыкального образования, и сейчас является музыкальным продюсером Зотеевой.

## Личная жизнь и увлечения
С середины 2019 года состоит в близких отношениях с Дарьей Зотеевой, более известной как Инстасамка. Согласно интервью Олега, опубликованному YouTube-шоу «Сколько стоит шмот?» в ноябре 2020 года, они с Дарьей уже полгода состоят в официальном браке.
В 2025 году они приобрели команду Chertanovo, выступающую в Медиалиге.

## Критика
7 мая 2022 года Мэйби Бэйби (настоящее имя — Виктория Лысюк) выпустила дисс на Инстасамку под одноимённым названием — «Instasamka Diss». В песне Виктория упомянула Moneyken, обвинив его в присваивании чужих битов. Комментируя саунд-продюсирование треков Дарьи Олегом, Лысюк утверждает, что настоящий автор инструменталов — битмейкер и рэп-исполнитель Padillion, с которым тесно сотрудничает лейбл Зотеевой и Еропкина под названием NaMneCash Music.

## Дискография

### Альбомы
| «Новый папа»                                     | - Релиз: 20 марта 2020 - Лейбл: NaMneCash Music - Формат: цифровая дистрибуция, стриминг   | — |
| «Горилла»                                        | - Релиз: 22 мая 2020 - Лейбл: NaMneCash Music - Формат: цифровая дистрибуция, стриминг     | — |
| «Спасибо папаша» (совм. с Инстасамкой)           | - Релиз: 19 июня 2020 - Лейбл: NaMneCash Music - Формат: цифровая дистрибуция, стриминг    | — |
| «Семейный бизнес» (совм. с Инстасамкой)          | - Релиз: 31 декабря 2020 - Лейбл: NaMneCash Music - Формат: цифровая дистрибуция, стриминг | 1 |
| K Season 1                                       | - Релиз: 9 июня 2022 - Лейбл: NaMneCash Music - Формат: цифровая дистрибуция, стриминг     | — |
| Символ «—» означает, что альбом не попал в чарт. |                                                                                            |   |

### Синглы

Обложка сингла «Kenny»

| Год  | Название             | Другие исполнители     |
| ---- | -------------------- | ---------------------- |
| 2019 | «Мы крутые»          | Инстасамка             |
| 2020 | «Kenny»              | —                      |
| 2020 | «Я танцую даже днём» | —                      |
| 2020 | «Витон»              | Инстасамка             |
| 2020 | «Гоба»               | - Ганвест - Инстасамка |
| 2020 | «Ass Class»          | —                      |
| 2021 | «Она не любит вино»  | —                      |
| 2021 | «Ты мой океан»       | —                      |
| 2021 | «Так нужна»          | —                      |
| 2021 | «Грустная на тусе»   | —                      |
| 2021 | «Пью до дна»         | Валерия                |
| 2021 | «Двигаться»          | —                      |
| 2021 | «Витон 2»            | Инстасамка             |

### Продюсирование
Примечание: в списке указаны только те релизы, в которых основной (и/или не первый) артист — не сам Moneyken; информация взята из «ВКонтакте».

#### Синглы
| Год  | Название           | Исполнитель            | Альбом       |
| ---- | ------------------ | ---------------------- | ------------ |
| 2020 | «Витон»            | Инстасамка             | Вне альбома  |
| 2020 | «Факт»             | Инстасамка             | Вне альбома  |
| 2021 | «Mommy»            | Инстасамка             | Вне альбома  |
| 2021 | «Money Day»        | Инстасамка             | Вне альбома  |
| 2021 | «Juicy»            | Инстасамка             | Moneydealer  |
| 2021 | «Terminal»         | - Инстасамка - Витя АК | Вне альбома  |
| 2021 | «Lipsi Ha»         | Инстасамка             | Moneydealer  |
| 2022 | «Shake»            | Инстасамка             | Вне альбома  |
| 2022 | «Снова?»           | Инстасамка             | Вне альбома  |
| 2022 | «Rarara»           | Инстасамка             | Queen of Rap |
| 2022 | «Popstar»          | Инстасамка             | Popstar      |
| 2022 | «Волосы назад»     | Инстасамка             | Popstar      |
| 2022 | «За деньги да»     | Инстасамка             | Popstar      |
| 2023 | «Отключаю телефон» | Инстасамка             | Вне альбома  |
| 2023 | «Жара»             | Инстасамка             | Вне альбома  |
| 2023 | «Тяги»             | Инстасамка             | Вне альбома  |

#### Альбомы
| Год  | Название          | Исполнитель             | Примечание                        |
| ---- | ----------------- | ----------------------- | --------------------------------- |
| 2020 | «Семейный бизнес» | - Инстасамка - Moneyken | За исключением трека «Жопа джуси» |
| 2021 | Moneydealer       | Инстасамка              | —                                 |
| 2022 | Queen of Rap      | Инстасамка              | —                                 |
| 2022 | Popstar           | Инстасамка              | —                                 |
| 2023 | Sped Up Album     | Инстасамка              | —                                 |